# 千野陽一
千野 陽一（ちの よういち、1931年6月26日 - ）は、日本の教育学者、歴史学者、東京農工大学名誉教授。
愛知県安城市生まれ。1955年東京大学教育学部教育行政学科卒。東京農工大学工学部助教授、教授。96年定年退官、名誉教授。その後、帝京大学教授、2002年定年退職。戦時下の婦人団体の歴史、農村での教育などを研究した。

## 著書
- 『勤労青年教育論 民主的青年教育の創造』法政大学出版局 1971
- 『現代社会教育論』新評論 現代教育学叢書 1976
- 『近代日本婦人教育史 体制内婦人団体の形成過程を中心に』ドメス出版 1979
- 『よみがえる子供たち むらに根ざす教育』家の光協会 1981

### 共編著・監修
- 『現代日本の社会教育』監修、社会教育推進全国協議会編 法政大学出版局 1967
- 『労農青年の地域民主主義運動』真壁仁共編著 現代企画社 1969
- 『婦人のグループ活動』編著 農山漁村文化協会 農村婦人双書 1971
- 『へき地における国民教育の創造』編 民衆社 1971
- 『現代社会教育実践講座』全3巻 野呂隆,酒匂一雄共編著 民衆社 1974
- 『過密・過疎、へき地の教育 続・地域における国民教育の創造』上滝孝治郎,白井尚共編著 民衆社 1975
- 『公民館入門 住民との結びつきを求めて』福尾武彦共編 草土文化 1979
- 『愛国・国防婦人運動資料集』全9巻　監修　日本図書センター 1996
- 『資料集成現代日本女性の主体形成』全5巻 編 ドメス出版 1996

## 論文
- Cinii

## 注
1. ↑  千野陽一教授略歴・主な著書・編著・共編著など「東京農工大学一般教育部紀要」1994